# コンテンツイノベーション
コンテンツイノベーション株式会社（英: Contents Innovation. Inc）とは、日本の企業である。

## 概要
元々は"Rainbow-Motion-Graphics"としてフリーランスでアダルトゲームのオープニングムービー制作を請け負っていたが、クライアントからの要望（信用力や機密保持）で2004年に法人化された。
当時、ゲームのオープニングムービーに特化した制作会社は全国初であり、現在も同社の一ブランドとして存続している。
その後はSNS事業も開始し、2004年にはアキバ系をターゲットとしたFilnの運営を開始した（2010年11月にサービス終了）。2009年にはイラスト投稿SNSであるPiXAの運営を開始した。
現在はメディア事業部 (Rainbow-Motion-Graphics) とSNS事業部 (PiXA) の2事業部が存在する。

## 沿革
- 2003年 - 映像制作チーム (Rainbow-Motion-Graphics) として創業[3]
- 2004年4月 - ハイビジョン株式会社として法人化[1][8][2]
- 2005年11月 - アキバ系のユーザーをターゲットとしたSNSであるFilnの運営を開始[4][5]
- 2007年1月 - ベンチャーキャピタル6社を引受先とした総額8,000万円の第三者割当増資を実施[9][10]
- 2007年8月 - フィルン株式会社に社名変更[11]
- 2008年9月 - 現在の社名であるコンテンツイノベーション株式会社に社名変更[12]
- 2009年3月 - イラスト投稿SNSであるPiXAの運営を開始[7]
- 2010年11月 - Filnの運営を終了[6][13]